# Aeropuerto Internacional de Kokshetau
El Aeropuerto Internacional de Kokshetau (en kazajo: Halyqaralyq Kókshetaý Áýejaıy) (IATA: KOV, OACI: UACK) es un aeropuerto internacional situado 12.5 km del centro de Kokshetau, Kazajistán. 
El aeropuerto tiene una pista de 2.850 m de largo y 45 m de ancho.

## Códigos
- Código IATA: KOV
- Código OACI: UACK

## Aerolíneas y destinos

### Destinos nacionales
| Aerolíneas    | Destinos      |
| ------------- | ------------- |
| FlyArystan    | Almatý        |
| SCAT Airlines | Aktau, Almatý |

### Destinos internacionales
| Ciudades por países             | Nombre del aeropuerto                       | Aerolíneas          |        |        |        |
| Europa                          | Europa                                      | Europa              | Europa | Europa | Europa |
| ------------------------------- | ------------------------------------------- | ------------------- | ------ | ------ | ------ |
| Rusia (1 destinos, 1 aerolínea) |                                             |                     |        |        |        |
| Moscú                           | Aeropuerto Internacional de Moscú-Zhukovski | IrAero (Estacional) |        |        |        |

## Tráficos y estadísticas
| Año  | Total Pasajeros | %      |
| ---- | --------------- | ------ |
| 2012 | 2 353           | 10.1%  |
| 2013 | 7 401           | 214.5% |
| 2014 | 3 064           | 58.6%  |
| 2015 | 17 497          | 471.1% |
| 2016 | 14 213          | 18.8%  |
| 2017 | 22 016          | 15.6%  |
| 2018 | 21 427          | 2.7%   |